# Catacombs of the Black Vatican
Catacombs of the Black Vatican (Catacumbas del Vaticano Negro) es el noveno álbum de estudio de la agrupación estadounidense Black Label Society, publicado en abril de 2014. El disco debutó en la posición No. 5 en la lista de éxitos Billboard 200 y en la casilla No. 1 en la lista Top Rock Albums con cerca de 25.000 copias vendidas en la primera semana de su lanzamiento.

## Lista de canciones
Todas escritas por Zakk Wylde.

Todas las canciones escritas y compuestas por Zakk Wylde. 
| N.º | Título                    | Duración |  |
| 1.  | «Fields of Unforgiveness» | 3:12     |  |
| 2.  | «My Dying Time»           | 3:22     |  |
| 3.  | «Believe»                 | 3:44     |  |
| 4.  | «Angel of Mercy»          | 4:14     |  |
| 5.  | «Heart of Darkness»       | 3:39     |  |
| 6.  | «Beyond the Down»         | 2:54     |  |
| 7.  | «Scars»                   | 4:13     |  |
| 8.  | «Damn the Flood»          | 3:18     |  |
| 9.  | «I've Gone Away»          | 3:51     |  |
| 10. | «Empty Promises»          | 5:16     |  |
| 11. | «Shades of Gray»          | 6:28     |  |

## Créditos
- Zakk Wylde – voz, guitarras, bajo, piano
- John DeServio – bajo, voz
- Chad Szeliga – batería